# 2007年度RoadShow至尊音樂頒獎禮得獎名單
RoadShow至尊音樂頒獎禮2007於2008年1月3日假座香港會議展覽中心舉行，當晚共頒發24個項目，總共74個獎項，司儀為高皓正、張達明、俞詠文，以下為當晚的得獎名單：

## 歌曲獎項

### RoadShow至尊年度金曲
- 《花落誰家》 ──李克勤

### RoadShow至尊歌曲
1. 《逃》 ──容祖兒
2. 《化》 ──楊千嬅
3. 《男人KTV》 ──側田
4. 《電燈膽》 ──鄧麗欣
5. 《你當我甚麼》 ──關楚耀
6. 《如何離開你》 ──關心妍
7. 《愛回家》 ──古巨基
8. 《逼得太緊》 ──吳雨霏
9. 《東京百貨》 ──鄭融
10. 《相愛六年》 ──Twins
11. 《花落誰家》 ──李克勤
12. 《酷愛》 ──張敬軒
13. 《鍾無艷》 ──謝安琪
14. 《送我一個家》 ──泳兒
15. 《哪吒回家》 ──黃家強
16. 《木紋》 ──何韻詩
17. 《季節》 ──黃貫中
18. 《真心話》 ──王菀之
19. 《自愛》 ──孫耀威
20. 《一》 ──劉德華

### RoadShow至尊合唱歌曲
- 《山歌》 ──側田、吳雨霏
- 《四人遊》 ──方大同、薛凱琪
- 《歲月風雲》 ──李克勤、小　剛

### RoadShow至尊舞台演繹
- 《電光火石》 ──Eddie@ EO2、鄧穎芝
- 《趁墟》 ──胡琳
- 《步步進逼》 ──Sun Boy'z

### RoadShow至尊舞台星光演繹
- 《大女仔》 ──鄭融
- 《Control》 ──吳雨霏
- 《超模》 ──鄭希怡

### RoadShow至尊手機鈴聲
- 《逼得太緊》 ──吳雨霏
- 《下次下次》 ──薛凱琪
- 《電燈膽》 ──鄧麗欣

## 新人獎項

### RoadShow至尊潛力新人（排名不分先後）
- 梁雨恩
- Oscar
- 王友良
- 萱寧

### RoadShow至尊卓越新人（排名不分先後）
- 小肥
- 林峯
- 李卓庭

### RoadShow至尊男新人（排名不分先後）
- 陳柏宇
- 周柏豪
- 洪卓立

### RoadShow至尊女新人（排名不分先後）
- 江若琳
- 鍾舒漫
- 裕美

## 歌手獎項

### RoadShow至尊新進創作歌手（排名不分先後）
- 農夫
- 張繼聰
- 鄧麗欣

### RoadShow至尊創作歌手（排名不分先後）
- 何韻詩
- 黃貫中
- 黃家強

### RoadShow至尊人氣歌手（排名不分先後）
- 泳兒
- 張敬軒
- 謝安琪

### RoadShow至尊飛躍歌手（排名不分先後）
- 孫耀威
- 農夫
- 王菀之

## 至尊華語獎項

### RoadShow至尊華語組合樂隊
- 飛輪海

### RoadShow至尊華語男歌手
- 劉德華

### RoadShow至尊華語女歌手
- 容祖兒

### RoadShow至尊華語金曲
- 《小小》 ──容祖兒

## RoadShow至尊男歌手
- 古巨基
- 李克勤
- 劉德華

## RoadShow至尊女歌手
- 楊千嬅
- 何韻詩
- 容祖兒

## RoadShow至尊組合樂隊
- Twins
- EO2
- Zarahn

## RoadShow至尊歌曲累積票數最高男歌手
- 古巨基

## RoadShow至尊歌曲累積票數最高女歌手
- 楊千嬅

## 至尊殿堂金曲
- 《千千闋歌》 ——陳慧嫻

## 媒體播放
由RoadShow路訊通將於其節目內播出精華片段。無線電視翡翠台於2008年播出精裝版。另外，本年度之賽果並不計算入四台聯頒音樂大獎內。